# Комисия „Юнкер“
Комисията „Юнкер“ е краткото название на действащата от 1 ноември 2014 г. до 1 декември 2019 г. Европейска комисия. Неин председател е Жан-Клод Юнкер, а членове са 27 комисари (по един от всяка страна – членка на ЕС, с изключение на Люксембург, чийто представител е Юнкер). Комисията „Юнкер“ заменя предходната Комисия „Барозу II“ и е наследена от Комисията „Фон дер Лайен“.
Тази комисия се отличава от предходните по заявеното от самото начало желание да възвърне доверието на редовите европейци. Дневният ред на комисията за първи път е организиран не само по отделните области на политиките, но и с групирането на отделните комисари в проектни екипи („Project Teams“), като всеки от тях се оглавява от един от заместник-председателите.
Комисията Юнкер посочва следните три основни приоритета в работата си:
- Заетост, растеж и инвестиции[3]
- Цифров единен пазар[4]
- Енергиен съюз[5]

Наред с тях има и други приоритети, общо 10 на брой, като заявената цел е възстановяване на доверието и доказване, че комисията ще работи по различен начин от предшествениците си

## Състав
Комисията се състои от колегиума на 28-те членове на Комисията, включително председателя и заместник-председателите. Комисарите, по един от всяка държава в ЕС, осигуряват политическото ръководство на Комисията по време на 5-годишния ѝ мандат. Всеки комисар носи отговорност, възложена му от председателя, за конкретни области на политиката. Още при избора на комисари стремежът на председателя Юнкер е да има баланс във всяко отношение – на половете, на партиите и т.н. В комисията за първи път има 7 заместник-председателя.
Съставът на Комисията е следният:
| | Име                            | Снимка | Ресор | Страна-членка      | Партия                           |
| --- | ------------------------------ | ------ | --- | ------------------ | -------------------------------- |
| | Жан-Клод Юнкер                 |        | Председател | Люксембург         | ЕНП На национално ниво: ХСНП     |
| | Франс Тимерманс                |        | Първи заместник-председател | Нидерландия        | ПЕС На национално ниво: PvdA     |
| По-добро законотворчество, междуинституционални отношения, върховенство на закона и Харта на основните права | Франс Тимерманс                |        | | Нидерландия        | ПЕС На национално ниво: PvdA     |
| | Федерика Могерини              |        | Заместник-председател | Италия             | ПЕС На национално ниво: PD       |
| Външни работи и сигурност                                                                                    | Федерика Могерини              |        | | Италия             | ПЕС На национално ниво: PD       |
| | Кристалина Георгиева (до 2016) |        | Заместник-председател (до 2016) | България           | ЕНП На национално ниво: ГЕРБ     |
| Бюджет и човешки ресурси (до 2016)                                                                           | Кристалина Георгиева (до 2016) |        | | България           | ЕНП На национално ниво: ГЕРБ     |
| | Марош Шефчович                 |        | Заместник-председател | Словакия           | ПЕС На национално ниво: Smer-SD  |
| Енергиен съюз                                                                                                | Марош Шефчович                 |        | | Словакия           | ПЕС На национално ниво: Smer-SD  |
| | Юрки Катайнен                  |        | Заместник-председател | Финландия          | ЕНП На национално ниво: KOK      |
| Работни места, растеж, инвестиции и конкурентоспособност                                                     | Юрки Катайнен                  |        | | Финландия          | ЕНП На национално ниво: KOK      |
| | Валдис Домбровскис             |        | Заместник-председател Икономически и парични въпроси и евро Финансова стабилност, финансови услуги и съюз на капиталовите пазари (от 2016) | Латвия             | ЕНП На национално ниво: Единство |
| Евро и социален диалог                                                                                       | Валдис Домбровскис             |        | | Латвия             | ЕНП На национално ниво: Единство |
| | Андрус Ансип                   |        | Заместник-председател | Естония            | АЛДЕ На национално ниво: Reform  |
| Цифров единен пазар                                                                                          | Андрус Ансип                   |        | | Естония            | АЛДЕ На национално ниво: Reform  |
| | Вера Йоурова                   |        | Правосъдие, потребители и равнопоставеност между половете                                                                                  | Чехия              | АЛДЕ На национално ниво: ANO     |
| | Гюнтер Йотингер                |        | Цифрова икономика и цифрово общество (до 2017) Бюджет и човешки ресурси (от 2016)                                                          | Германия           | ЕНП На национално ниво: CDU      |
| | Пиер Московиси                 |        | Икономически и финансови въпроси, данъчно облагане и митнически съюз                                                                       | Франция            | ПЕС На национално ниво: PS       |
| | Мариане Тейсен                 |        | Заетост, социални въпроси, умения и трудова мобилност                                                                                      | Белгия             | ЕНП На национално ниво: ХДФ      |
| | Корина Крецу                   |        | Регионална политика | Румъния            | ПЕС На национално ниво: PSD      |
| | Йоханес Хан                    |        | Европейска политика за съседство и преговори за разширяване                                                                                | Австрия            | ЕНП На национално ниво: ÖVP      |
| | Димитрис Аврамопулос           |        | Миграция, вътрешни работи и гражданство (до 2016) Миграция и гражданство (от 2016)                                                         | Гърция             | ЕНП На национално ниво: ND       |
| | Витянис Андрюкайтис            |        | Здравеопазване и безопасност на храните | Литва              | ПЕС На национално ниво: SDP      |
| | Джулиан Кинг                   |        | Вътрешни работи (от 2016) | Обединено кралство | -                                |
| | Елжбета Бенковска              |        | Вътрешен пазар, промишленост, предприемачество и МСП                                                                                       | Полша              | ЕНП На национално ниво: PO       |
| | Мигел Ариас Канете             |        | Климат и енергетика | Испания            | ЕНП На национално ниво: PP       |
| | Невен Мимица                   |        | Международно сътрудничество и развитие | Хърватия           | ПЕС На национално ниво: SDP      |
| | Маргрете Вестагер              |        | Конкуренция | Дания              | АЛДЕ На национално ниво: RV      |
| | Виолета Булц                   |        | Транспорт | Словения           | АЛДЕ На национално ниво: SMC     |
| | Сесилия Малмстрьом             |        | Търговия | Швеция             | АЛДЕ На национално ниво: FP      |
| | Кармену Вела                   |        | Околна среда, морско дело и рибарство | Малта              | ПЕС На национално ниво: PL       |
| | Тибор Наврачич                 |        | Образование, култура, младеж и спорт | Унгария            | ЕНП На национално ниво: Фидес    |
| | Карлуш Моедаш                  |        | Изследвания, наука и иновации | Португалия         | ЕНП На национално ниво: PSD      |
| | Фил Хоган                      |        | Земеделие и развитие на селските райони | Ирландия           | ЕНП На национално ниво: FG       |
| | Христос Стилианидис            |        | Хуманитарна помощ и управление при кризи                                                                                                   | Кипър              | ЕНП На национално ниво: DISY     |

Джонатан Хил (до 2016) – Финансова стабилност, финансови услуги и съюз на капиталовите пазари (до 2016) – Обединено кралство – АКРЕ На национално ниво: Conservative
Мария Габриел (от 2017) – Цифрова икономика и цифрово общество (от 2017) – България – ЕНП На национално ниво: ГЕРБ
| * | Легенда: [ 8 ] ляво ориентирани (ПЕС); [ 5 ] центристи (АЛДЕ); [ 15 ] дясно ориентирани (ЕНП, АКРЕ). |